# Tyler Clary
Scott Tyler Clary (Redlands, 12 de março de 1989) é um nadador norte-americano.
No Campeonato Mundial de Esportes Aquáticos de 2009 ganhou a prata nos 400 metros medley.
Participando do Campeonato Mundial de Natação em Piscina Curta de 2010, obteve 3 pratas, nos 200 e 400m medley e nos 200m costas.
No Campeonato Mundial de Esportes Aquáticos de 2011 obteve a prata nos 400 metros medley e o bronze nos 200 metros costas.
Classificou-se para os Jogos Olímpicos de Londres 2012, onde obteve a medalha de ouro nos 200 m costas.